# Andrea Trevisan
Andrea Trevisan (Venezia, 1458 – Venezia, dopo il 19 marzo 1534) è stato un diplomatico e politico italiano.

## Biografia
Nacque da genitori patrizi, da Tommaso di Stefano Trevisan, del ramo soprannominato "dal Scaglion", e da Caterina di Almorò Pisani, del ramo detto "da Santo Stefano" o "dal Banco" perché possedeva uno dei più proficui banchi di cambio di allora. Il padre svolse una fortunata carriera politica, arrivando alla carica di procuratore di San Marco de ultra. Ebbe almeno tre fratelli e due sorelle: Michele, Nicolò (l'unico a proseguire la discendenza), Gabriele, Elisabetta e Paola.
Ebbe il primo incarico piuttosto tardi, il 29 novembre 1496, quando fu nominato ambasciatore ordinario presso il re d'Inghilterra Enrico VII Tudor; ad influire sulla nomina furono certamente le sostanze provenienti dalla famiglia materna, che potevano assicurargli lo sfarzo consono ai cerimoniali di corte. Partito da Venezia il 4 giugno 1497, fece tappa a Spira per incontrare Filippo d'Asburgo e sua moglie Giovanna di Castiglia, entrando a Londra il 26 agosto. Ebbe il compito di persuadere il sovrano a sostenere la lega guidata dalla Repubblica di Venezia, dal Sacro Romano Impero e da papa Alessandro VI, ma Enrico, ancora assorbito dagli strascichi della guerra delle Due Rose, decise di confermare la propria neutralità, limitandosi a concludere accordi di tipo commerciale.
Richiamato in patria il 12 gennaio 1498, partì dopo il 15 marzo, quando Enrico lo creò cavaliere. Il 18 maggio era in Collegio per riferire del suo mandato e fece lo stesso il 1º giugno in Senato; la relazione fu molto apprezzata per le sue «molte particularità».
Frattanto, il 2 novembre 1497, era morta la madre seguita, otto giorni dopo, dal padre. Il 23 marzo 1500 il banco Pisani fu liquidato e il Trevisan figurò tra i garanti. Questi eventi lo spinsero ad assumere cariche meno dispendiose: eletto per diciotto volte in Senato dal 1499 al 1532, fu nominato capitano di Zara il 7 maggio 1500, ma vi rinunciò per divenire, il 12 dicembre 1501, podestà di Vicenza; in quest'ultima veste accolse Anna di Foix-Candale, in viaggio per raggiungere il consorte, il re di Boemia e d'Ungheria Ladislao II Jaghellone.
Nel 1502 convolò a nozze con una delle figlie di Andrea di Nicolò Gussoni ma, rimasto presto vedovo, si risposò con Maria di Tommaso Falier che gli diede l'unica figlia, Sebastiana.
Il 18 maggio 1505 divenne podestà e capitano a Crema. L'11 aprile 1507 fu nominato avogadore di Comun, il 27 giugno 1509 savio di Terraferma e, al contempo, cassiere del Collegio dei Savi, con il compito di occuparsi di Francesco II Gonzaga, allora prigioniero a Venezia. 
Confermato savio di Terraferma il 23 novembre 1511, fu inviato a Udine come luogotenente poco dopo la stipula della prima Lega Santa in funzione antifrancese. Ma il 23 marzo 1513, il procuratore Andrea Gritti sottoscrisse il trattato di Blois assieme a re Luigi XII, rovesciando le alleanze. Il Trevisan, che allora era consigliere per il sestiere di San Polo, dopo aver spinto per l'invio di rinforzi a Padova, fu nominato capitano di quella città il 6 marzo 1514. Qui si occupò di mediare tra i comandanti Bartolomeo d'Alviano e Teodoro Trivulzio e di potenziare le fortificazioni, fatto che provocò un aumento della tassazione con danni che lui stesso denunciò al Consiglio dei Dieci. Terminato il mandato, riferì in Senato il 17 agosto 1515 e, il 31 dicembre seguente, fu incaricato di recarsi in missione a Milano presso il connestabile di Francia Carlo III di Borbone-Montpensier.
Il suo compito, definito dal Senato il 12 febbraio 1516, prevedeva di sostenere la riconquista di Brescia e Verona e di coordinare le sue azioni con il provveditore generale in Terraferma Andrea Gritti. Il 24 maggio 1516 fu inviato a Brescia, appena recuperata, in qualità di provveditore perché affiancasse il Gritti. Durante questo mandato provvide al potenziamento delle fortificazioni, in particolare restaurò la Garzeta, la spianata di fronte alle mura, abbattendo cinque monasteri. Tornato a Venezia, il 7 novembre 1516 riferì in Senato.
Nominato podestà di Verona e provveditore generale in Terraferma, preferì tornare nel Collegio dei Savi, dove sedette undici volte tra il 1519 e il 1532. Frattanto fu per quattro volte consigliere per il sestiere di Dorsoduro, sei volte consigliere dei Dieci e una volta censore. Nello stesso periodo fu impegnato nella vertenza riguardante il giuspatronato sull'abbazia di San Tommaso dei Borgognoni, che opponeva la sua famiglia ad Alvise Pisani e a suo figlio, il cardinale Francesco. L'11 luglio 1522 fu nominato tra i correttori della promissione ducale per l'elezione che avrebbe incoronato Andrea Gritti, venendo lui stesso "ballottato" nella votazione finale.
Fece testamento il 19 marzo 1534, morendo in data imprecisata ma di poco posteriore. La sua eredità finì alla figlia e ai quattro nipoti figli del fratello Nicolò. Fu tumulato nella chiesa di Santa Chiara di Murano, alla quale lasciò anche 600 ducati per l'erezione di una cappella (ma la disposizione non ebbe seguito).